# Anke John
Anke John (* 27. Februar 1968 in Rostock-Warnemünde) ist eine deutsche Geschichtsdidaktikerin.

## Leben
Von 1986 bis 1991 war sie in Rostock Diplomlehrerin für Deutsch und Geschichte. Nach der Promotion 1996 mit einer Arbeit zur mecklenburgischen Landesgeschichte an der Universität Rostock war sie von 2001 bis 2006 wissenschaftliche Assistentin am Historischen Institut der Universität Rostock, Neueste und Europäische Geschichte. Von 2006 bis 2013 war sie wissenschaftliche Mitarbeiterin für Didaktik der Geschichte an der Universität Rostock, einschließlich der Organisation und Betreuung von Schulpraktika. Nach drei Semestern als Lehrstuhlvertreterin in Jena ist sie seit 2013 Professorin für Didaktik der Geschichte an der Friedrich-Schiller-Universität Jena.

## Schriften (Auswahl)
- Die Entwicklung der beiden mecklenburgischen Staaten im Spannungsfeld von Landesgrundgesetzlichem Erbvergleich und Bundes- bzw. Reichsverfassung. Rostock 1997, OCLC 43258014.
- Der Weimarer Bundesstaat. Perspektiven einer föderalen Ordnung. Köln 2012, ISBN 978-3-412-20791-5.
- Lokal- und Regionalgeschichte. Frankfurt am Main 2018, ISBN 3-7344-0550-5.
- mit Thomas Sandkühler, Charlotte Bühl-Gramer, Astrid Schwabe und Markus Bernhardt (Hrsg.): Geschichtsunterricht im 21. Jahrhundert. Eine geschichtsdidaktische Standortbestimmung. Göttingen 2018, ISBN 3-8471-0891-3.